# Stomatepia
Stomatepia – rodzaj słodkowodnych ryb okoniokształtnych z rodziny pielęgnicowatych (Cichlidae). 

## Występowanie
Gatunki endemiczne jeziora Barombi Mbo w Kamerunie.

## Klasyfikacja
Gatunki zaliczane do tego rodzaju:
- Stomatepia mariae
- Stomatepia mongo
- Stomatepia pindu

Gatunkiem typowym rodzaju jest Paratilapia mariae.